# Герхарт Хауптман (награда)
Литературната награда „Герхарт Хауптман“ (на немски: Gerhart-Hauptmann-Preis) е учредена през 1927 г. от организацията Фрайе Фолксбюне Берлин и се присъжда на драматурзи. Наградата носи името на писателя Герхарт Хауптман.

## Носители на наградата (подбор)
- Роберт Музил (1929)
- Мартин Валзер (1962)
- Танкред Дорст (1964)
- Петер Хандке (1967)
- Райнер Вернер Фасбиндер (1969)
- Зигфрид Ленц (1970)
- Петер Хертлинг (1971)
- Петер Турини (1981)